# Unité urbaine de Longwy (partie française)
L'unité urbaine de Longwy (partie française) est une agglomération française centrée sur les communes de Longwy et Mont-Saint-Martin, en Meurthe-et-Moselle. L'agglomération se poursuit des côtés belge et luxembourgeois, englobant les villes d'Aubange, Pétange ou encore Athus.

## Données générales
Dans le zonage réalisé par l'Insee en 2010, l'unité urbaine était composée de dix communes, toutes situées dans le département de Meurthe-et-Moselle, plus précisément dans l'arrondissement de Val-de-Briey.
Dans le nouveau zonage de 2020, elle est composée de onze communes, la commune de Mexy ayant été ajoutée au périmètre de 2010.
En 2022, avec 50 488 habitants, elle représente la 2e unité urbaine du département de Meurthe-et-Moselle et occupe le 14e rang dans la région Grand Est.
En 2022, sa densité de population s'élève à 704 hab/km2. Par sa superficie, elle représente 1,37 % du territoire départemental et, par sa population, elle regroupe 6,89 % de la population du département de Meurthe-et-Moselle.

## Composition 2020 de l'unité urbaine
Elle est composée des 11 communes suivantes :
| Nom               | Code Insee | Département        | Statut       | Superficie (km2) | Population (dernière pop. légale) | Densité (hab./km2) | Modifier                                    |
| ----------------- | ---------- | ------------------ | ------------ | ---------------- | --------------------------------- | ------------------ | ------------------------------------------- |
| Longwy            | 54323      | Meurthe-et-Moselle | ville-centre | 5,34             | 15 492 (2022)                     | 2 901              | modifier les données · modifier les données |
| Mont-Saint-Martin | 54382      | Meurthe-et-Moselle | ville-centre | 8,80             | 9 282 (2022)                      | 1 055              | modifier les données · modifier les données |
| Chenières         | 54127      | Meurthe-et-Moselle | banlieue     | 8,50             | 600 (2022)                        | 71                 | modifier les données · modifier les données |
| Cosnes-et-Romain  | 54138      | Meurthe-et-Moselle | banlieue     | 16,23            | 2 805 (2022)                      | 173                | modifier les données · modifier les données |
| Haucourt-Moulaine | 54254      | Meurthe-et-Moselle | banlieue     | 7,42             | 3 483 (2022)                      | 469                | modifier les données · modifier les données |
| Herserange        | 54261      | Meurthe-et-Moselle | banlieue     | 3,54             | 4 176 (2022)                      | 1 180              | modifier les données · modifier les données |
| Lexy              | 54314      | Meurthe-et-Moselle | banlieue     | 5,99             | 3 902 (2022)                      | 651                | modifier les données · modifier les données |
| Longlaville       | 54321      | Meurthe-et-Moselle | banlieue     | 3,21             | 2 373 (2022)                      | 739                | modifier les données · modifier les données |
| Mexy              | 54367      | Meurthe-et-Moselle | banlieue     | 4,90             | 2 303 (2022)                      | 470                | modifier les données · modifier les données |
| Réhon             | 54451      | Meurthe-et-Moselle | banlieue     | 3,73             | 3 811 (2022)                      | 1 022              | modifier les données · modifier les données |
| Saulnes           | 54493      | Meurthe-et-Moselle | banlieue     | 4,00             | 2 261 (2022)                      | 565                | modifier les données · modifier les données |

## Évolution démographique
| 1968   | 1975   | 1982   | 1990   | 1999   | 2010   | 2015   | 2022   |
| ------ | ------ | ------ | ------ | ------ | ------ | ------ | ------ |
| 60 912 | 60 883 | 53 646 | 47 099 | 45 717 | 47 150 | 48 137 | 50 488 |

#### Données générales
- Unité urbaine en France
- Aire d'attraction d'une ville
- Liste des unités urbaines de France

#### Données démographiques en rapport avec l'unité urbaine de Longwy (partie française)
- Aire d'attraction de Longwy
- Aire d'attraction de Luxembourg (partie française)
- Arrondissement de Val-de-Briey

#### Données démographiques en rapport avec la Meurthe-et-Moselle
- Démographie de Meurthe-et-Moselle